# Monte Doyle
El monte Doyle (mismo nombre en inglés) es una elevación de 367 m s. n. m. ubicada en el sector central de la isla Gran Malvina cerca de su costa oeste, en las Islas Malvinas. Se localiza en las cercanías del monte Ruiseñor y el monte Chartres en frente de la desembocadera del río Chartres en la bahía 9 de Julio. Al sur del monte se encuentra la desemcocadura del pequeño y corto río Doyle en el puerto Ruiseñor.